# Carl Christoph Oelhafen von Schöllenbach
Carl Christoph Oelhafen von Schöllenbach (* 16. Februar 1709 in Nürnberg; † 20. Juni 1785 ebenda) war ein Forstwissenschaftler, Naturforscher und Waldamtmann der freien Reichsstadt Nürnberg.

## Leben
Carl Christoph Oelhafen von Schöllenbach war ein Angehöriger der Patrizierfamilie Oelhafen von Schöllenbach der freien Reichsstadt Nürnberg. Carl Christoph war ein Sohn von Christoph Elias Oelhafen von Schöllenbach (1675–1736) und dessen Ehefrau Anna Maria, geborene Gwandschneider.
Der Generalfeldmarschall-Lieutenant des fränkischen Reichskreises Georg Christoph Oelhafen von Schöllenbach (1710–1779) und der kurpfälzische Truchseß und Hofrat Jakob Christoph Oelhafen von Schöllenbach (1712–1749) waren seine jüngeren Brüder.
Carl Christoph Oelhafen von Schöllenbach studierte von 1724 bis 1732 an der Universität Altdorf und unternahm im Anschluss an das Studium gemeinsam mit seinem jüngsten Bruder Jakob Christoph die sogenannte Grand Tour,  die beide durch die Schweiz, Frankreich, England und die Niederlande führte.
1737 wurde Carl Christoph Pfleger der Nürnbergischen Ämter Velden und Hausseck und 1748 Pfleger des Amtes Gräfenberg. Im Jahr 1764 wurde er Oberamtmann und Oberrichter des Sebalder-Waldes bei Nürnberg. Zuletzt wirkte er als Waldamtmann der freien Reichsstadt Nürnberg. Carl Christoph Oelhafen von Schöllenbach errichtete ökonomische Anstalten und verbesserte durch Pflanzungen von Obst- und Nutzholzbäumen und weiteren Gewächsen die Obstkultur und Forstzucht in Franken. Als Wissenschaftler ist er vor allem für seine forstwissenschaftlichen Schriften und für seine Übersetzungen von biologischen und forstwissenschaftlicher Schriften aus dem Französischen von Henri Louis Duhamel du Monceau und René-Antoine Ferchault de Réaumur bekannt. Oelhafen übersetzte zwischen 1762 und 1771 allein 5 Werke Duhamels zur Forstwirtschaft ins Deutsche und half durch diesen Wissenstransfer, die Forstwissenschaft in Deutschland auf eine neue zu Grundlage zu stellen.
Am 2. September 1771 wurde Karl Christoph Oelhafen von Schöllenbach auf Eismannsberg unter der Präsidentschaft des Mediziners Ferdinand Jakob Baier mit dem akademischen Beinamen Benedictus Curtius unter der Matrikel-Nr. 762 als Mitglied in die Kaiserliche Leopoldino-Carolinische Akademie der Naturforscher aufgenommen.

## Schriften
- mit René-Antoine Ferchault de Réaumur: Physicalisch oeconomische Geschichte der Bienen, worinnen von derselben Erzeugung, Vermehrung, rechten Warte und Pflege, Zucht und daher entstehenden vortreflichen Nuzen in der Haushaltung, deutlich und vollständig gehandelt wird. Felseckers Erben, Frankfurt und Leipzig 1759 (Digitalisat)

- mit Henri Louis Duhamel du Monceau: Abhandlung von Bäumen, Stauden und Strauchen welche in Frankreich in freyer Luft erzogen werden. Erster Theil. Johann Michael Seligmanns, Nürnberg 1762 (Digitalisat)

- mit Henri Louis Duhamel du Monceau: Abhandlung von Bäumen, Stauden und Strauchen welche in Frankreich in freyer Luft erzogen werden. Zweyther Theil. Johann Michael Seligmanns Erben, Nürnberg 1763 (Digitalisat)

- mit Henri Louis Duhamel du Monceau: Abhandlung von Bäumen, Stauden und Strauchen welche in Frankreich in freyer Luft erzogen werden. Dritter Theil. Von der Holz-Saat und Pflanzung der Wald-Bäume, auch derselben fernerer Wart; oder Arten, Bäume zu vermehren und zu erziehen, mit diesen Bäumen Dickige und Alleen, auch ganze Wälder anzulegen, dieselben gehörig zu erhalten, und die in Abnahm gekommene Wälder wieder in guten Stand zu setzen: Als ein zur vollständigen Abhandlung von den Wäldern und Hölzern gehöriger Theil. Johann Michael Seligmanns seel. Erben, Nürnberg 1763 (Digitalisat)
- mit Henri Louis Duhamel du Monceau: Natur-Geschichte der Bäume, darin von der Zergliederung der Pflanzen und der Einrichtung ihres Wachsens gehandelt wird; als einer Einleitung zur vollständigen Abhandlung von Wäldern und Hölzern [...], 2 Bde., Nürnberg: De Launoy 1764/1765 (Digitalisat Bd. 1; Digitalisat Bd. 2).
- mit Henri Louis Duhamel du Monceau: Von Fällung der Wälder und gehöriger Anwendung des gefällten Holzes Oder Wie mit dem SchlagHolz, dann halb und ganz ausgewachsenem OberHolz, umzugehen, und alles benannte Holz richtig zu schäzen und anzuschlagen istV, 2 Bde. Nürnberg: De Launoy 1766/1767 (Digitalisat Bd. 1; Digitalisat Bd. 2).
- mit Henri Louis Duhamel du Monceau: Des Herrn Du Hamel du Monceau [...] Abhandlung von den Obstbäumen: worinn ihre Gestalt, Erziehung und Pflege [et]c. angezeigt und beschrieben wird, 3 Bde., Nürnberg: Winterschmidt 1775–1783 (Digitalisate)

- Abbildung der wilden Bäume, Stauden und Buschgewächse, welche nicht nur mit Farben nach der Natur vorgestellet, sondern auch nach ihrer wahren Beschaffenheit, nach dem Stand ihrer Blätter, nach ihren männlichen und weiblichen Blüten, Früchten, und Saamen nach ihrem Wachsthum und Alter, das sie gewöhnlich erreichen, nach ihrer Erziehung und Pflege, die sie erfordern, kurz und gründlich beschrieben. Winterschmidt, Nürnberg 1767 (Digitalisat)